# Kazimierz Bacia
Kazimierz Bacia (ur. 3 lutego 1885 w Siewierzu, zm. 21 maja 1970 w Warszawie) – polski lekarz.

## Życiorys
W 1912 ukończył studia medyczne na Uniwersytecie Jagiellońskim. Podczas I wojny światowej działał  w Polskiej Organizacji Wojskowej. Od 1918 pracował jako lekarz powiatowy w Łowiczu. W 1920 służył w Wojsku Polskim, po przeniesieniu do rezerwy (jako kpt. rez. lek.) podjął praktykę prywatną w Łowiczu. Był też lekarzem i nauczycielem w tamtejszym seminarium nauczycielskim. Z listy Polskiej Partii Socjalistycznej, której był sympatykiem, w lipcu 1927 został wybrany na burmistrza Łowicza, stanowisko to zajmował do maja 1929 (zrezygnował z powodu przeprowadzki do Warszawy). W latach 1931–1939 pracował jako lekarz szkolny w I Państwowym Gimnazjum i Liceum im. Stefana Batorego.
W czasie okupacji był żołnierzem Armii Krajowej, uczestniczył w powstaniu warszawskim.
Po wojnie kierował przychodnią rejonową w Warszawie. Szczególne znaczenie przywiązywał do profilaktyki, wspólnie z Wandą Szczawińską napisał książkę Dbaj o siebie, która ukazała się w 1958 i doczekała czterech wydań.
Był żonaty, małżeństwo było bezpotomne.
Został pochowany na Cmentarzu Ewangelicko-Augsburskim w Warszawie (sektor AL53-1-21).

## Ordery i odznaczenia
- Krzyż i Medal Niepodległości